# 名古屋市立大曽根中学校
名古屋市立大曽根中学校（なごやしりつ おおぞねちゅうがっこう）は、愛知県名古屋市北区上飯田東町2丁目100番地にある名古屋市立中学校。

## 沿革
- 1947年（昭和22年） - 名古屋市立六郷小学校に併設される形で開校[2]。
- 1950年（昭和25年） - 現在地において校舎竣工[2]。
- 1974年（昭和49年）度 - 大曽根地域スポーツセンターが開設される[3]。
- 1975年（昭和50年）度 - 地域スポーツセンター開設に関連して、運動場に照明設備が設置される[3]。
- 2000年（平成12年） - 障害児学級設置[2]。

### 歴代校長
年は着任年を示す。
1. 1948年（昭和23年） - 鈴木繁松[2]
2. 1951年（昭和26年） - 福田元行[2]
3. 1957年（昭和32年） - 赤松勇夫・古瀬金次郎[2]
4. 1965年（昭和40年） - 松下浩治[2]
5. 1971年（昭和46年） - 飯田孝光[2]
6. 1976年（昭和51年） - 大河内政昭[2]
7. 1978年（昭和53年） - 原田八三[2]
8. 1981年（昭和56年） - 安藤一[2]
9. 1985年（昭和60年） - 尾下利彦[2]
10. 1988年（昭和63年） - 村瀬釼三[2]
11. 1993年（平成5年） - 一柳岩宏[2]
12. 1997年（平成9年） - 山田昌弘[2]
13. 1999年（平成11年） - 有賀保英[2]
14. 2004年（平成16年） - 河路隆行[2]
15. 2007年（平成19年） - 石井尚[2]
16. 2011年（平成23年） - 野澤和彦[2]
17. 2014年（平成26年） - 新免達希[2]

## 教育方針
- 教育目標として、「よりよい社会の形成者として、心身ともに健康で人間性豊かな青少年の育成」を目指すとしている[1]。

## 学校行事
| - 4月：入学式・始業式・新入生オリエンテーション - 5月：2年稲武野外学習・家庭訪問 - 6月：環境学習ウィーク・3年修学旅行 | - 7月：夏休み（下旬から） - 8月：全校出校日・3年上級学校説明会・2年職業講話 - 9月：体育大会 | - 10月：文化発表会・合唱コンクール - 11月：読書週間・あいさつ運動 - 12月：人権週間 | - 1月：1年校外学習・2年職業体験学習 - 2月：3年生を送る会 - 3月：卒業式 |

## 通学区域

### 名古屋市北区
| 飯田小学校学区 - 大曽根四丁目（一部） - 御成通 - 上飯田通 - 上飯田西町 - 上飯田南町1丁目～3丁目 - 上飯田南町5丁目（一部） - 彩紅橋通 - 八龍町 - 平安通 - 平安一丁目～二丁目 - 山田一丁目～二丁目（一部） - 山田西町 | 六郷小学校学区 - 大曽根一丁目（一部） - 大曽根一丁目～三丁目 - 大曽根四丁目（一部） - 東大曽根町上 - 山田一丁目（一部） | 宮前小学校学区 - 上飯田北町 - 上飯田東町 - 上飯田南町4丁目 - 山田四丁目（一部） | 六郷北小学校学区 - 矢田町 - 山田町 - 山田一丁目・二丁目・四丁目の各一部 - 山田三丁目 - 山田北町 |

## 著名な出身者
- 金田正一（元プロ野球選手（投手）、監督） - 1949年卒業
- 鴻野淳基（元プロ野球選手）−1977年卒業
- 伊藤千晃（歌手・元AAAメンバー） - 2002年卒業